# Гоце Делчев (місто)
Гоце Делчев (болг. Гоце Делчев) — місто, адміністративний центр общини Гоце Делчев у Благоєвградській області, Болгарія. Населення становить 21 047 осіб.
Місто розташоване за 105 км від обласного центру — Благоєвграда й за 203 км від столиці — міста Софія.
До 1951 року місто мало назву Неврокоп (грец. Νευροκοπι). Свою сучасну назву місто отримало на честь болгарського революціонера Гоце Делчева.

## Географія
Гоце Делчев розташований у південно-східному передгір'ї Середнього Пірину, у долині Гоце Делчев. Місто розташоване приблизно за 200 км від столиці — Софії і за 97 км від міста Благоєвград. Центр міста — в 545 м над рівнем моря. Долина Гоце Делчева характеризується континентально-середземноморським кліматом. Випадання опадів відбувається переважно за рахунок дощів ранньою весною і пізньою осінню з яскраво вираженим максимумом у листопаді-грудні, влітку жарко, взимку рідкісні морози. Місто розташоване на обох берегах річки Неврокопської (також називається Міська річка), притоки річки Места, що протікає в 3 км від міста.

## Історія

### Античність і середньовіччя
Неврокоп є спадкоємцем стародавнього міста Нікополіс ад Нестум, заснованого у 2-му столітті римським імператором Траяном, а його руїни знаходяться в 7 км на схід від Неврокопа — назва Неврокоп є турецькою формою грецької назви Нікополіс. Єпархійські нотатки згадують це місто як столицю архієпископа до XI століття. Поруч із сучасним містом Неврокоп знаходяться руїни фортеці і поселень, що датуються IX—X століттям, які вважаються безпосередніми предками сучасного міста.

### За Османської імперії
Неврокоп потрапив до Османської імперії десь між 1374 і 1383 роками, коли Драма і Серрес були захоплені також. Місто вперше було включено в Османську імперію після остаточного завоювання Салоніків Османською імперією у 1430 році. Під назвою Неврокоп, селище згадується в наступному описі османця Тахрірі дефтера Малі № 525 1444 року, де воно описується як велике християнське село — центр зеамету, що складається з 131 сімей, 12 неодружених і 24 вдів, а також 2 воїнів з 4 ямаками. Таким чином, Неврокоп був найбільшим поселенням у регіоні. Потім Неврокоп розвивався надзвичайно швидко і за століття став переважно мусульманським містом. Османські податкові реєстри 1464 1465 рр. відзначають 208 християнських домогосподарств, 50 неодружених і 19 вдів і 12 мусульманських домогосподарств. Крім того, у Неврокопі зареєстровано 11 воїнів. При реєстрації від 1478 до 1479 року у Неврокоп увійшли 393 християнських домогосподарства, 31 вдів і 42 мусульманськи родини.
У 80-х або 90-х роках XV століття у Неврокопі були мечеть з великим куполом і мусульманська школа Мехмеда бея, сина Караджа паші. Мечеть Караджа Паша є єдиним османським пам'ятником в місті, що зберігся до нашого часу. У 1512 році Коджа Мустафа Паша заснував другу мечеть, лазню і другу школу.
У сімнадцятому столітті відбулося зниження темпів зростання міста. Кятіб Челебі згадує Неврокоп як місто з багатими родовищами залізної руди. Найбільш детальний опис Неврокопу в османські зробив письменник Евлія Челебі. Він описує місто як велике, красиве, з численними мечетями, 12 мінаретами, текітами для дервішів, ханами, хамамами, школами і багатьма красивими будинками, а також резиденціями численної провінційної адміністрації. Після військового походу, що відбувся у другій половині XVII століття та епідемії чуми 1699 та 1717 років, у 1723 році вже лише 86 мусульманських і 42 християнських сім'ї.
Місто Неврокоп в османськи часи був також центром культурного життя. Серед знаменитих художників, що народилися в місті — Рана Мустафа ефенді Накшбенді, який довгий час служив у Мехмеда Алі Паші. Накшбенді помер у 1832 році в рідному місті Неврокоп. Швидше за все, він збудував останню мечеть в Неврокопі, яка нагадувала будівлі, споруджені Мехмедом Алі в Кавалі в 1818—1821 роках. Більш важливию є особистість Зюхрі Ахмеда Ефенді, засновника течії «зюхріє». Він оселився в Солуні в 1751 році і був похований в текеті, яку він побудував при житті.
У XIX ст. в місті виникає метох Рильського монастиря. У 1837—1838 роках тут був священик Пахомій. Паломники з Неврокопа часто дарують монастирю готівку. У 1837 році місто отримало 9975 грошей милостині, а в 1840 році — 771 грош.
Олександр Сінве («Les Grecs de l'Empire Ottoman. Etude Statistique et Ethnographique»), за даними грецьких дослідників, написав у 1878 році, що в Неврекопі проживає 1200 греків. У 1889 році Стефан Веркович зазначив Неврокоп як місто зі 209 болгарськими, 1675 турецькими та 38 маловлашськими будинками.
У 1900 році каза Неврокопа складалась зі 123 сіл, де — 12500 тюркомовних мусульман, 26 960 болгарських мусульман, і 35 310 болгар християн, у їх числі про-грецькі волохи.

#### Неврокоп в епоху Відродження
У 18 столітті місто росло повільно. У 1847 році мандрівник Огюст Вікенсель бачить сотні будинків (500 у 1569 році), у яких живуть турки, болгари і кілька грецьких сімей. Відмічає 12 мінаретів, значний ринок з і кав'ярні.
У XIX столітті, поряд з сільським господарством, тваринництвом і бджільництвом в місті розвиваються ремесла. Місцеві селяни та купці перевозять і продають товари на ярмарках в Серресі, Драмі, Мелнику і селі Узунджово. З другої половини дев'ятнадцятого століття Неврокопський ярмарок проводиться щорічно в серпні, купцями з усієї Османської імперії, Австро-Угорщини, Франції та інших країн.
У 1808—1811 роках християнська громада міста побудувала невелику церкву, названу на честь архангелів Михайла і Гавриїла. У 1833—1841 рр. вони побудували велику і монументальну церкву «Успіння Богородичне», яка стала результатом реформ в імперії. У 1820 році була побудована остання мечеть в Неврокопі, про яку сьогодні свідчить лише одна стара фотографія.
Болгарське населення міста, під керівництвом болгарського муніципалітету Неврокоп, наполегливо бореться з грецьким духовенствов за незалежність церкви і нову болгарську освіту. На самому початку 1960-х років місту вдалося домогтися звільнення протосингела митрополита Георгія Странджалія від Сіліврії — борця проти болгар. У 1862 році в Неврокопі була відкрита спільна школа з першим учителем Тодором Неновим з села Райковці, а в 1867 році була відкрита школа для дівчаток. Агатангел Драмський подарував болгарам половину міської школи, але після протестів сварливих болгар і влахів болгарська школа закрилася, а Ненов — вигнаний. Проте за наполяганням єпископа Агатенгела, Неврокоп знову відкриває болгарську школу, у якій викладає Атанас Бошков. Обидва вчителі підтримуються болгарським муніципалітетом, щорічно отримують допомогу від Ніколи Тошкова.

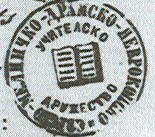
Печатка компанії з написом «Серсько-Мельничко-Драмсько-Неврокопське товариство вчителів»

У 1865 році в місті відкрився громадський центр «Зора». У 1870 році було засновано жіноче товариство. У 1873 році було створено викладацьке товариство «Просвітництво», яке відіграло важливу роль у боротьбі болгар у Неврокопі і цілому Серському санджаку для національної освіти та культури. Позитивним впливом на культурне відродження Неврокопу є болгарські громади в містах Пловдив і Пазарджик, які підтримують його вчителями, навчальними посібниками, літературою і грошима.
Після Російсько-турецької визвольної війни і Берлінського конгресу 1878 року Неврокоп, як і вся Македонія, залишився в межах Османської імперії. Рішення великих держав про демонтаж болгарських земель не зупиняє процес національного об'єднання. У травні 1878 року Георгій Іванов і Атанас Грозданов від імені болгарської общини Неврокоп підписали меморандум з проханням про приєднання до Македонії для формування болгарської держави. За даними «Етнографії Адріанополя, Монастиря і Салоніки», опублікованої в Константинополі в 1878 році, що відображає статистику чоловічого населення, Неврокоп має 1912 домогосподарств з 3800 мусульманами, 1000 болгар і 150 волохами.
Після війни громада має 600—700 сімей і 40-50 влахів. Болгарська громада, під головуванням Димитра Ікономова, підтримує школу Рильського монастиря. Неврокопський муніципалітет хоче побудувати церкву, але стикається з опором неврокопського патріархального митрополита. Після об'єднання муніципалітет Неврокопу отримав фінансову підтримку для своїх шкіл через священика Андона Жостова, який відповідав за школу і церковну роботу в Серсько. У грецькій школі Неврокопа після 1848 р. він викладає Трасівулос.
Після тривалої та наполегливої боротьби місцевих болгар Неврокопського краю, у 1894 році було засновано Болгарська митрополія, підпорядкована Болгарському екзархату з першим митрополитом Іларіоном.
Під час Ілліден-Преображенського повстання восени 1903 року відбувалося активне повстання під керівництвом воєвод Михайла Чакова, Стояна Милчанова, Атанаса Ташоваліята і Стояна Філіпова.
На початку Балканської війни 1912 р. 53 осіб з міста були добровольцями в Македонсько-Адріанопольському корпусі.

### У Болгарії

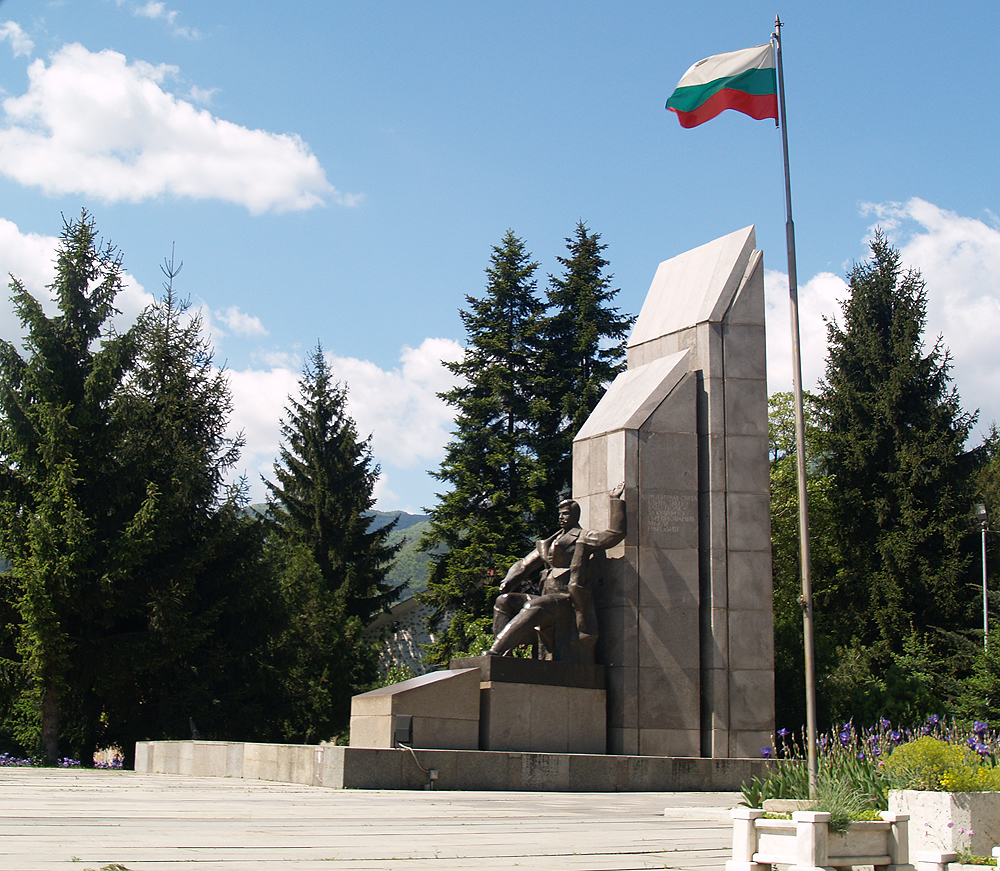
Пам'ятник Гоце Делчеву.

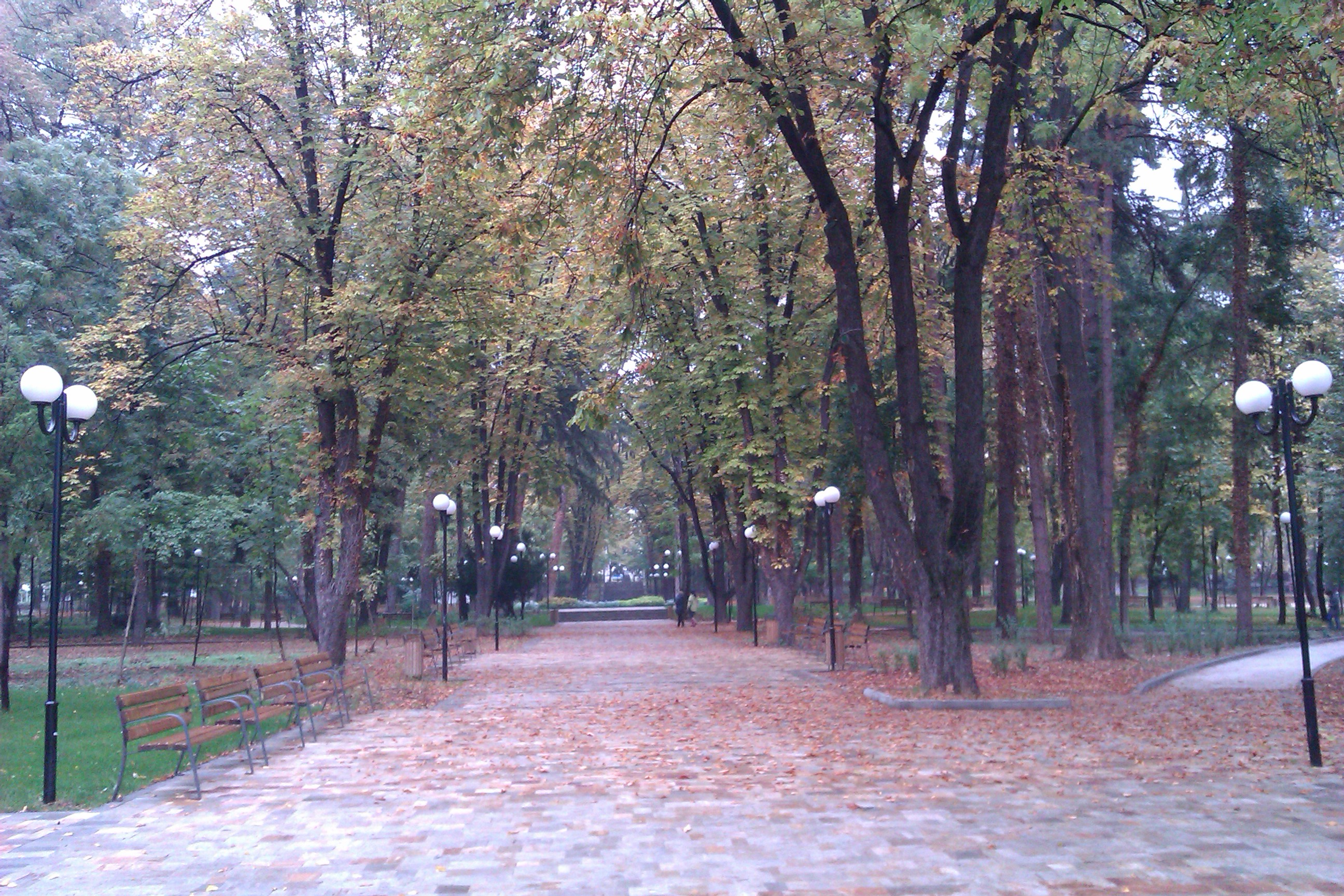
Парк Гоце Делчев

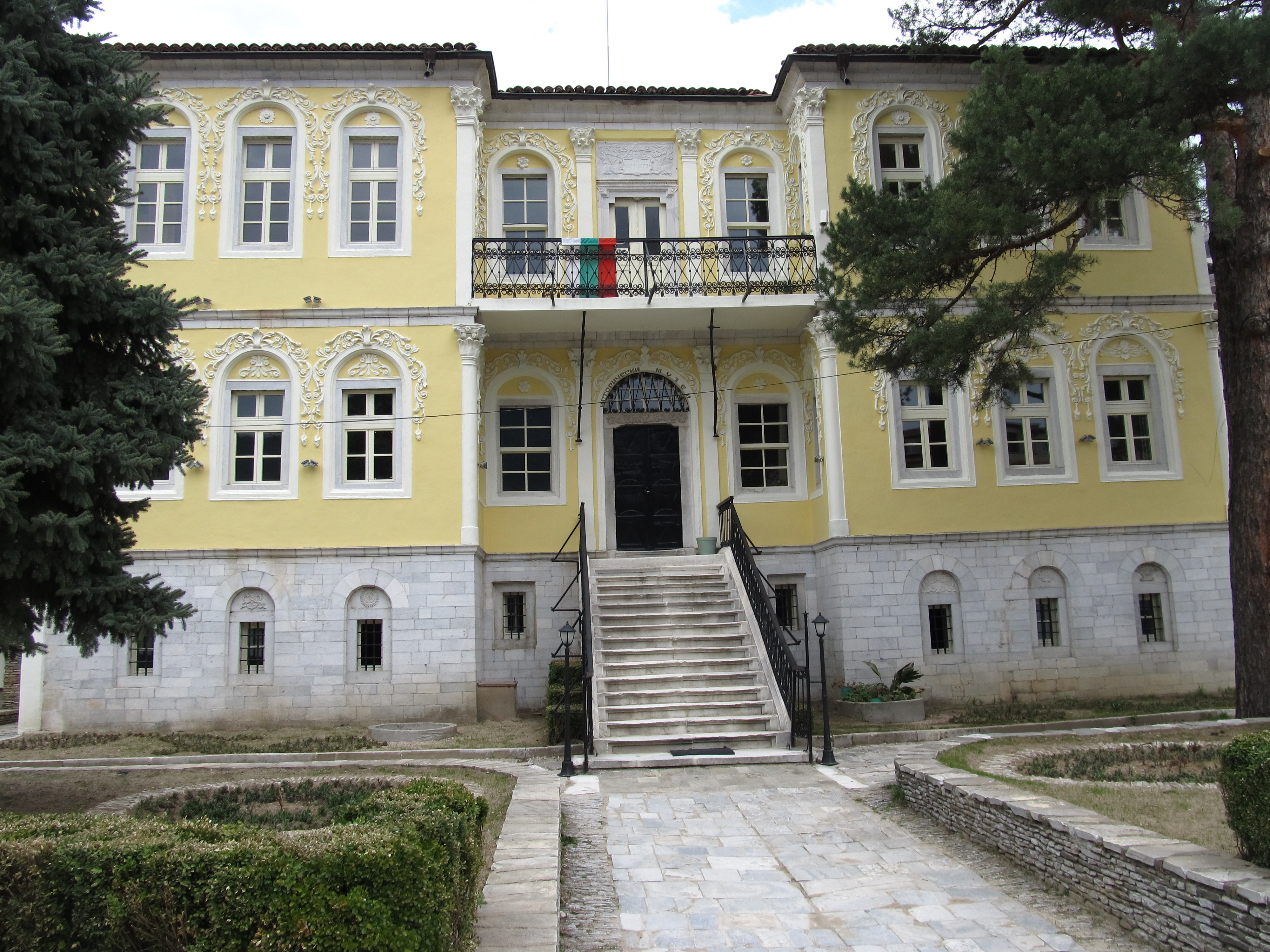
Історичний музей

17 жовтня 1912 р. воєводи Георгій Занков і Костадін Бояджиєв увійшли до Неврокопа, яких урочисто привітало населення. Неврокоп був звільнений без бою під час Балканської війни 19 жовтня 1912 року. Першим мером Неврокопа після звільнення був поет Пейо Яворов, за ним пішли військово-адміністративні правителі Стоян Смолканов і Стоян Філіпов. Першим головою муніципальної комісії був обраний Христо Лазаров, якого замінив Петро Іванов 10 травня 1913 року.
Включення району в межі Болгарії призвело до масового виїзду мусульманського населення з міста і, у меншій мірі, з сіл. На їх місці оселилися болгарські біженці з району Драма і Серрес, чиї рідні місця потрапляють під владу Греції. Перепис населення 1926 року ясно показує ці зміни. У той час у Неврокопі залишилося лише 1057 турок, а болгари вже — 5882. Перепис 1934 року показує, що ця тенденція продовжується. Налічується 824 турків і 7726 болгар. Відповідно до того ж перепису, 15 000 мусульман живуть у Неврокопі.
Після звільнення міста Неврокоп від османського панування, повільний процес переселення біженців з Егейської Македонії почався в роки між балканськими війнами та Першою світовою війною, які повністю змінили зовнішній вигляд міста. Збудований прекрасний центр, архітектура якого збережена.
20 березня 1939 року була опублікована газета «Неврокопський вістник», яка відображає діяльність муніципалітету.
У 1951 році місто отримало назву на честь революційного діяча Гоце Делчева.

### Спорт і туризм
У місті є міський стадіон, де «ФК Пірин» проводить свої домашні зустрічі. Є проект будівництва закритого спортивного залу біля міського стадіону. Місто Гоце Делчев має традиції в чоловічому гандболі. Бойові мистецтва представлені спортивним клубом «Ронін».
Завдяки своєму вигідному розташуванню біля підніжжя гори Пірин і теплому клімату, Гоце Делчев пропонує прекрасні умови для піших прогулянок, у місті є кілька готелів і один туристичний. Найбільший готель «Неврокоп» розташований в самому центрі міста Гоце Делчев.
Організований туристичний рух представлений туристичною асоціацією «Момини двори», яка має гірський притулок «Славянка», «Попові ливади» і туристичний гуртожиток, а також і асоціацією «Ореляк»

## Школи

### Друга початкова школа «Гоце Делчев»
Друга початкова школа була наступником першої болгарської світської школи, що відкрилася в 1862 році. У 1951—1952 роках вона була перетворена в педагогічну школу, де багато років готували велику частку вчителів початкових класів на всій Гоце-Делчевщині. Сьогодні в ній працюють 43 викладачі, педагогічний консультант — психолог, обслуговчий персонал.

### Школа «Яне Санданський»
Вища школа математики Яне Санданського є школою з більш ніж 90-річною історією. Вона є наступницею престижної Саярської педагогічної школи, яка відіграла дуже важливу роль у культурному та національному відродженні болгар Македонії.
З 1920 по 1933 рр. школа є педагогічною, а потім стає середньою школою.
У 1993 році школі надається статус природничо-математичної гімназії.
У 2012 році школа була реконструйована за проектом «Реконструкція освітньої інфраструктури в муніципалітеті Гоце Делчева». Кошти надаються в рамках Оперативної програми «Регіональний розвиток».
У школі працюють 48 викладачів, з яких 32 мають ступені професійної кваліфікації. В середній школі навчається 694 учнів 27 класів. Вони поділяються на профілі — природничо-математичний, гуманітарний, технологічний, іноземний.

### НПГ «Димитар Талев»
Неврокопська професійно-технічна гімназія була заснована в 1965 році як професійно-технічна школа електротехніки, яка з роками розвилася в технікум електротехніки. Пізніше після демократичних змін 1989 року і подальшого закриття заводу, технікум був реструктуризований у сучасну професійно-технічну гімназію.

### ПГ «Пейо Яворов»
Професійна гімназія механізації сільського господарства «П. К. Яворов» є наступницею сільськогосподарської школи в Гоце Делчеві, яка була відкрита в 1929 р. Протягом усієї своєї історії школа зазнала низку змін. У липні 1959 року був відкритий аграрний технікум зі спеціальностями: вирощування тютюну, виноградарство і тваринництво, яке розміщується в будівлі другої початкової школи.

## Демографія
| Рік  | Населення |
| ---- | --------- |
| 1985 | 19 699    |
| 1992 | 20 454    |
| 2000 | 20 110    |
| 2005 | 20 198    |
| 2010 | 19 918    |

## Політична ситуація
Мер общини Гоце Делчев — Владимир Кристев Москов (коаліція у складі 4 партій: НРСП, БСД, БСП та ПРСД).

## Релігія

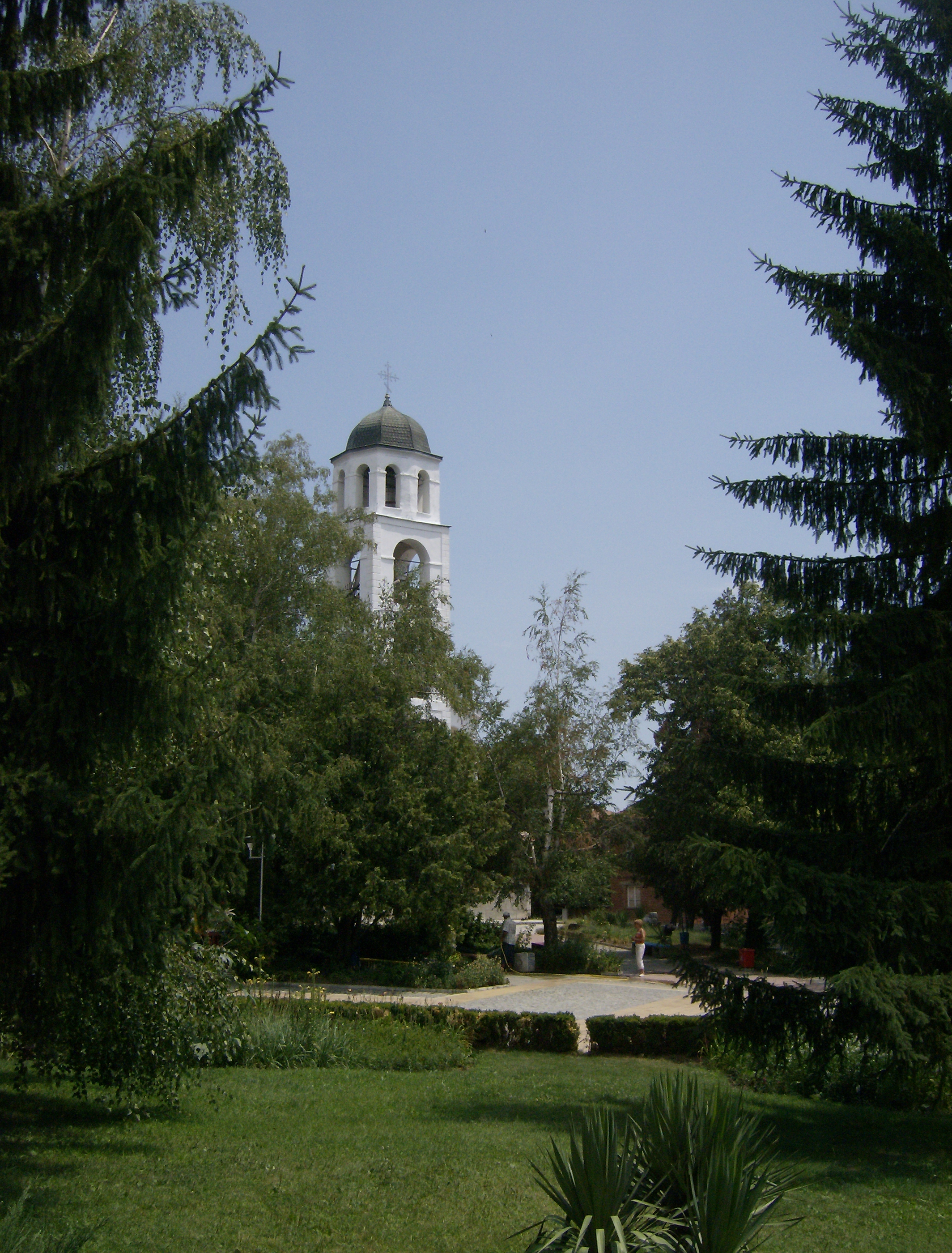
Парк з соборним храмом

Місто Гоце Делчев — це духовний центр Неврокопської єпархії Болгарського Патріархату. Місто також є штаб-квартирою обласного муфтійства Благоєвграда. Мечеть Караджа-Паша оголошена пам'яткою культури. Синагога Неврокоп неактивна.

## Пам'ятки

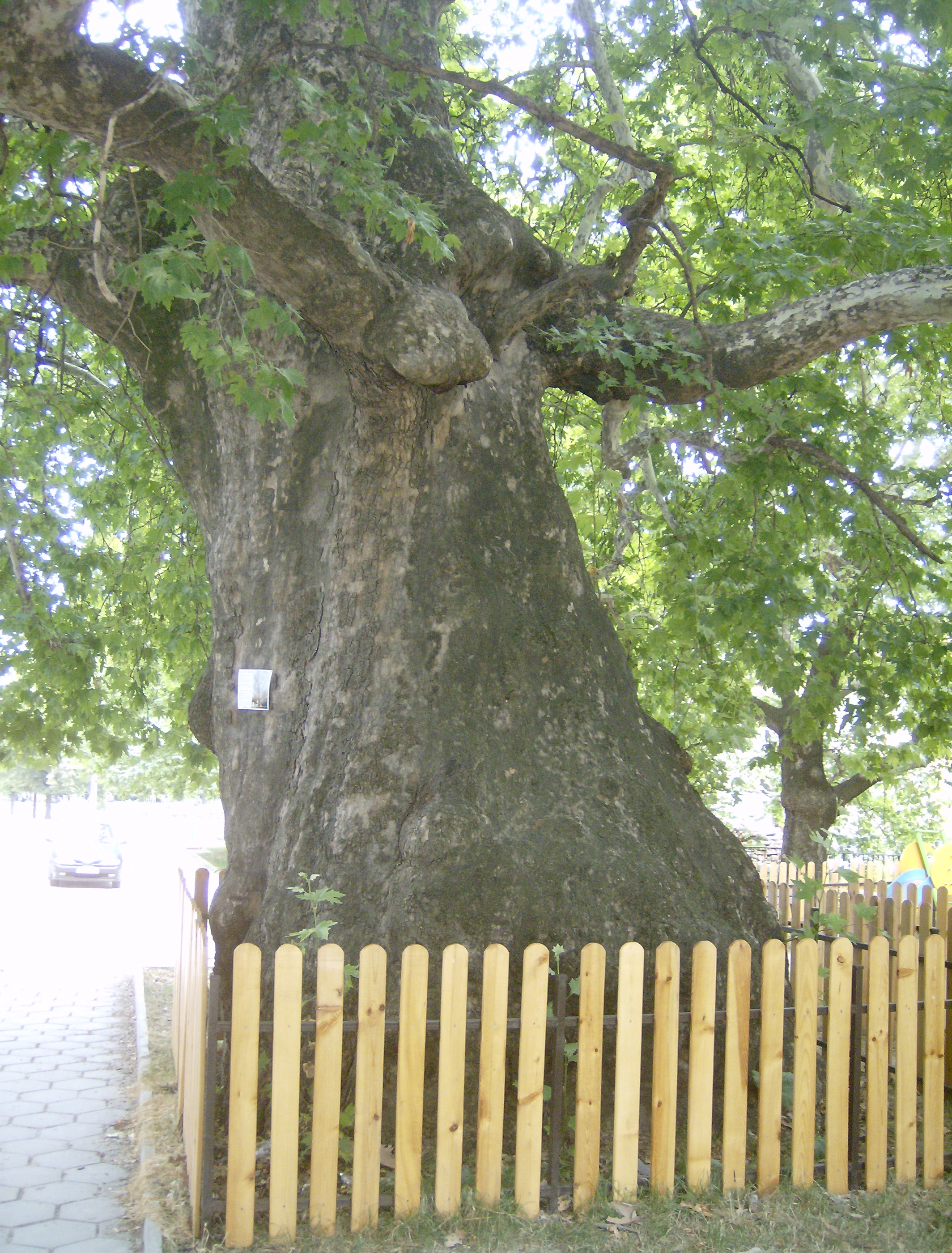
Дуб Гоце Делчева, відомий як Бей чинар, якому близько 500 років.

Село Делчево знаходиться за 9 км від підніжжя Південного ПірИну. Щорічні культурні фестивалі та туристичні атракції приваблюють все більше шанувальників місцевої культури та традицій, а архітектурні та історичні пам'ятки приваблюють все більше іноземних туристів.
У 15 км від дороги до Санданського знаходиться село Попові Ливади, де є кілька готелів, пансіонатів і гірських притулків, розташовані серед соснових лісів.
Близько 12 км від міста є знамениті Огняновські мінеральні джерела, а над ними — архітектурні шедеври Лештену і Ковачевиці. Поруч з ними розташований Караорман — ліс, де мешкають численні види тварин. На 27 км далі, у напрямку Сатовчи, є ще один архітектурний заповідник — село Долен.
Історичний музей міста відкритий з 1979 року.
У місті діє громадський центр «Просвіта».
28 жовтня 1983 року в місті відкрито пам'ятник Гоце Делчеву.

## Галерея

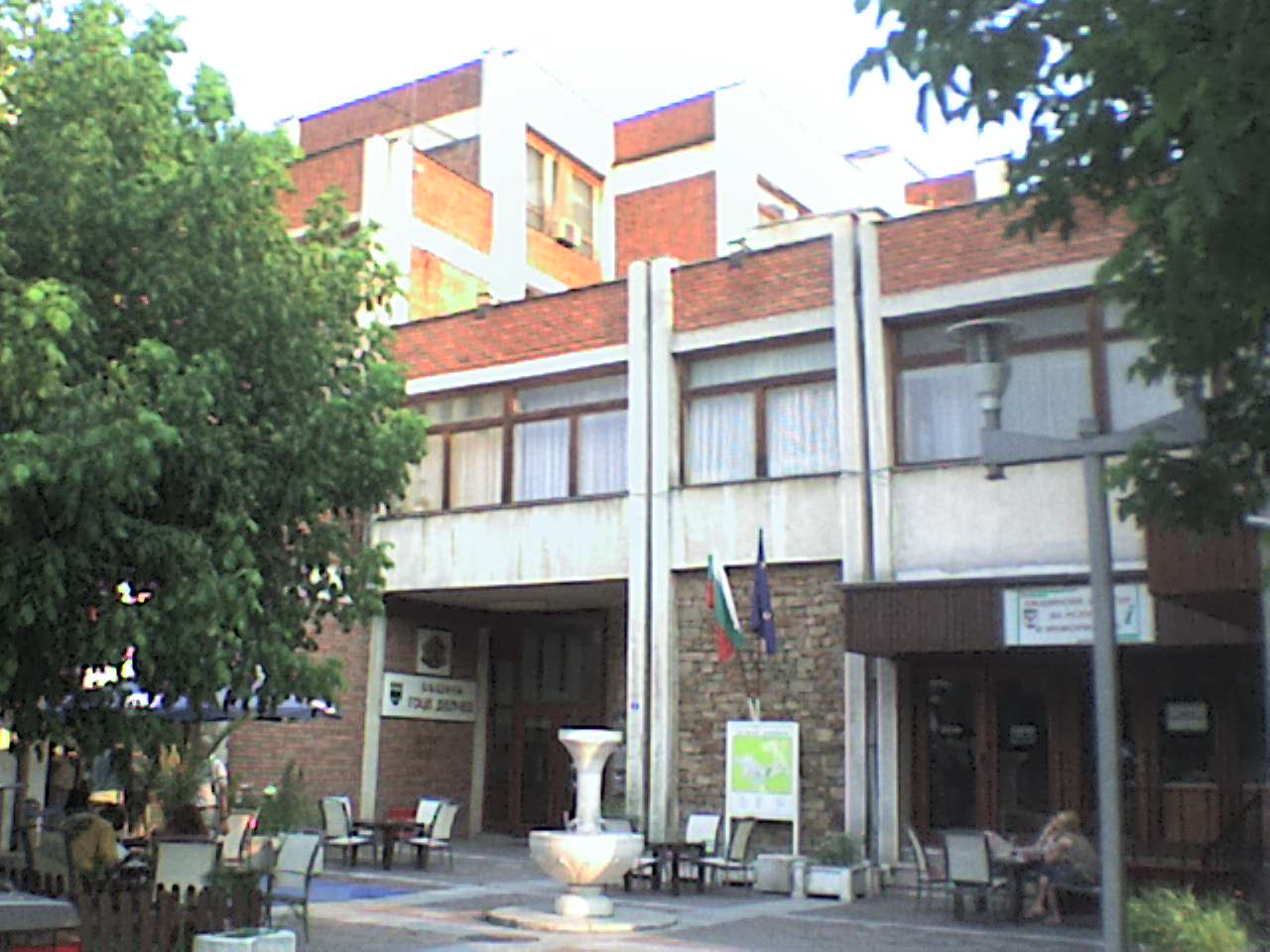
Міськрада Гоце Делчева
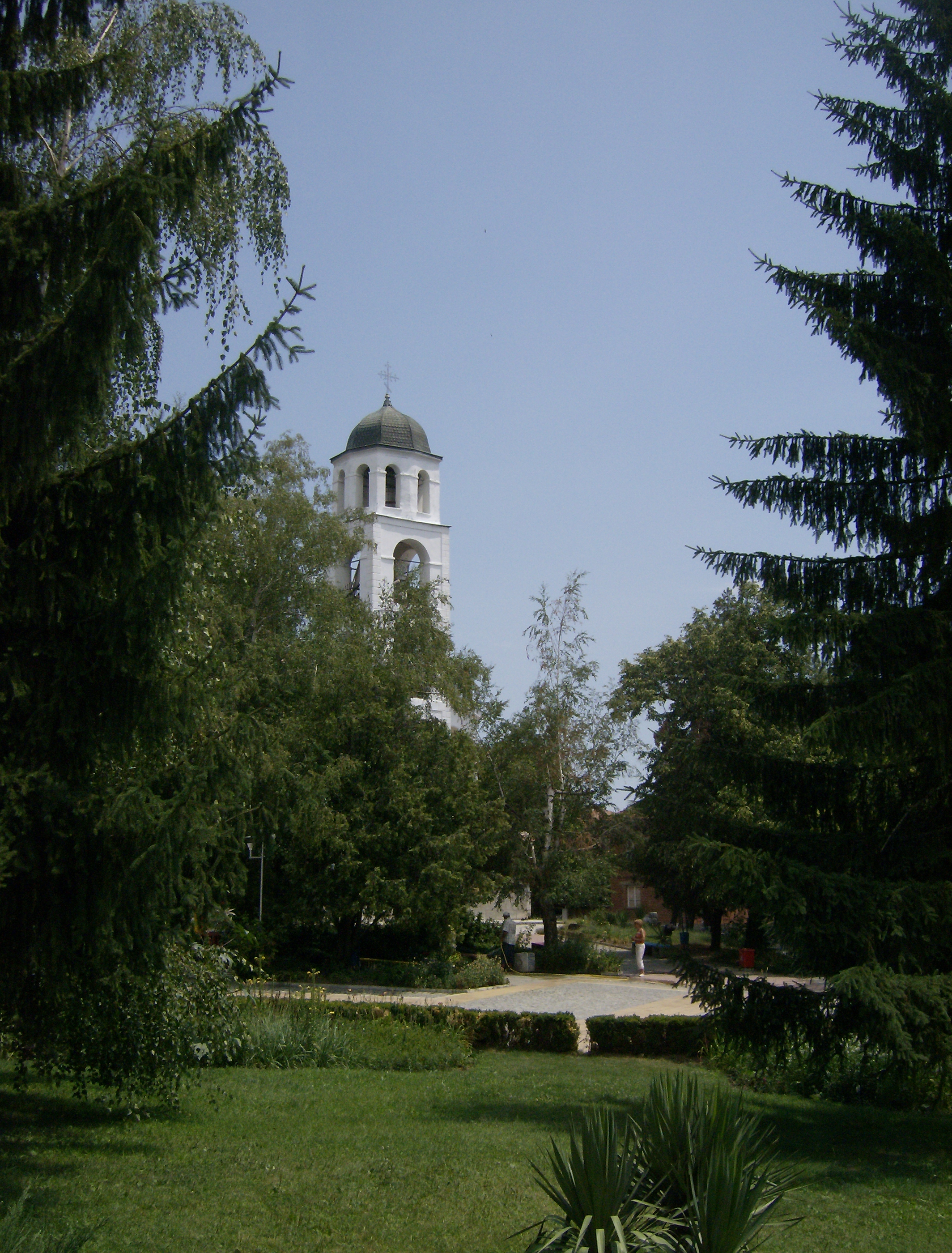
Православна церква
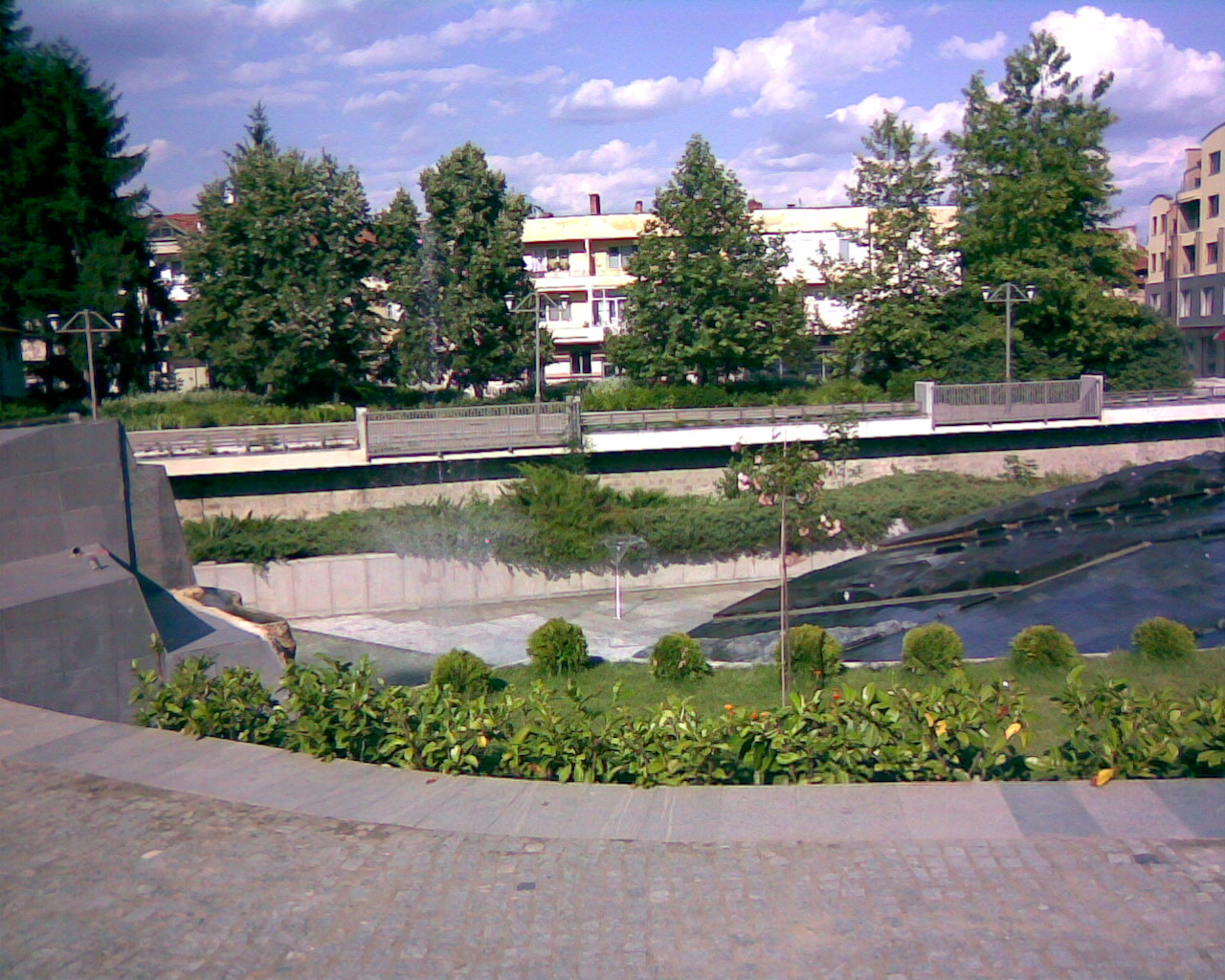
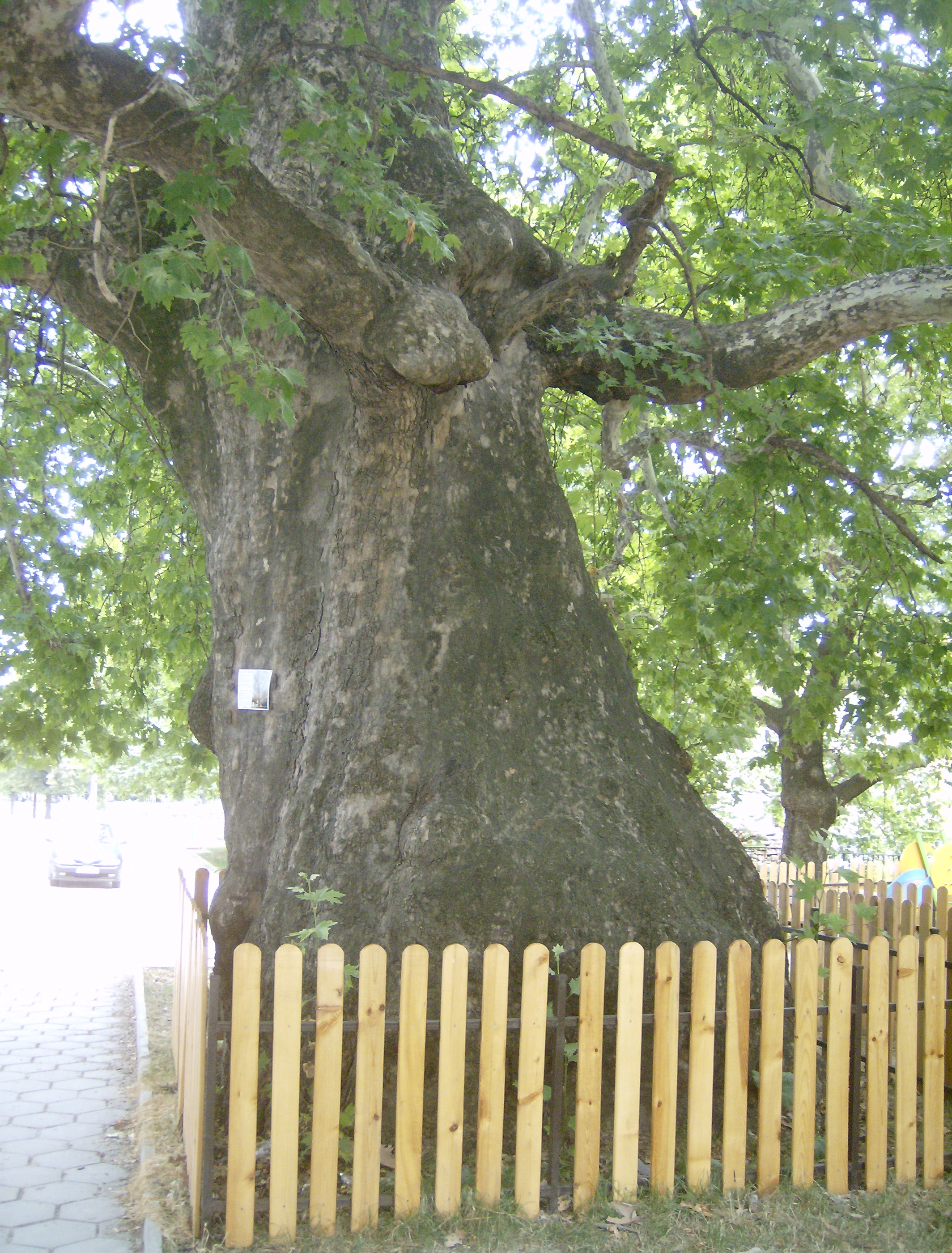
Пам'ятка природи, дерево, якому більше 500 років
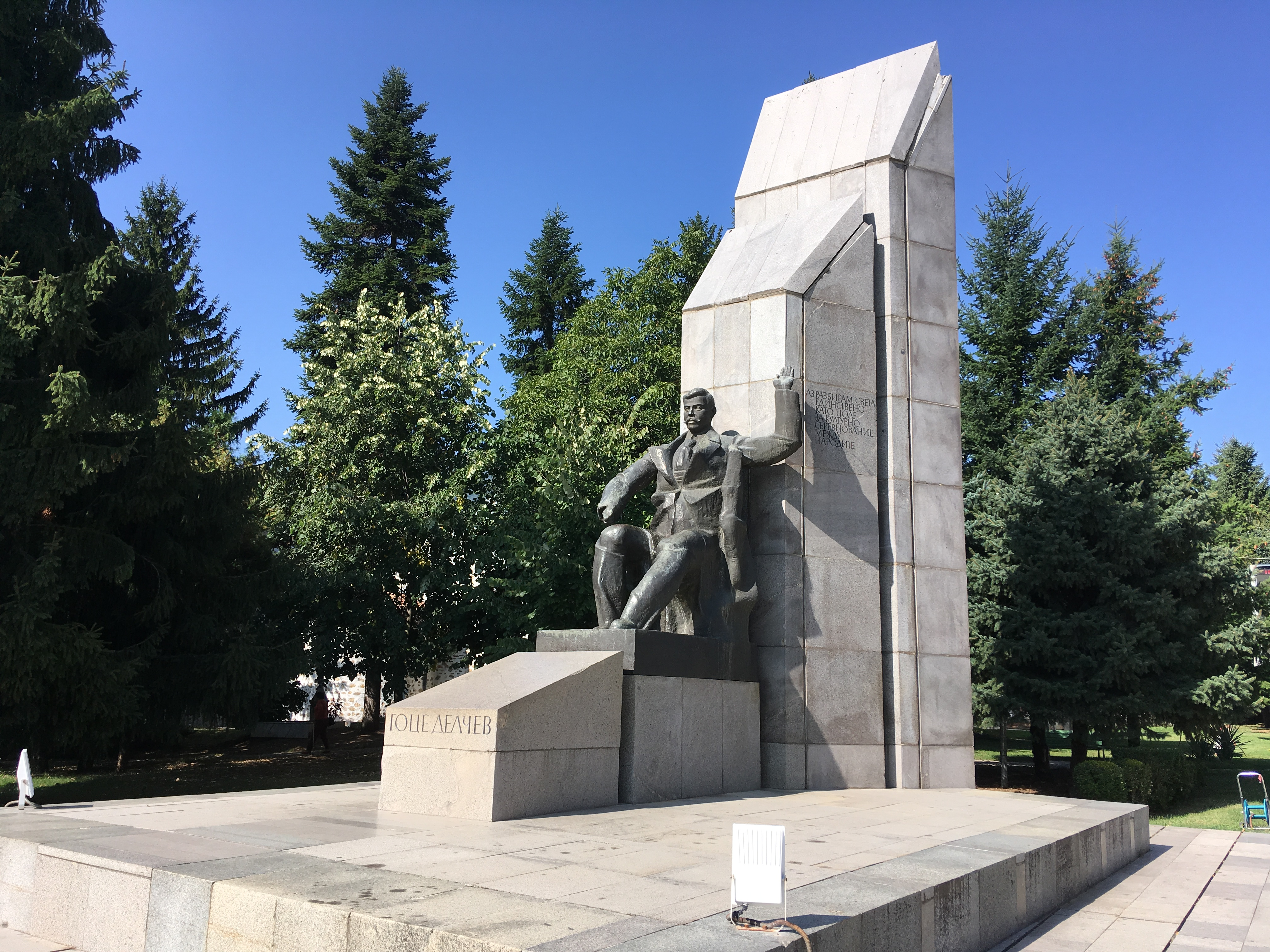
Пам'ятник Гоце Делчеву
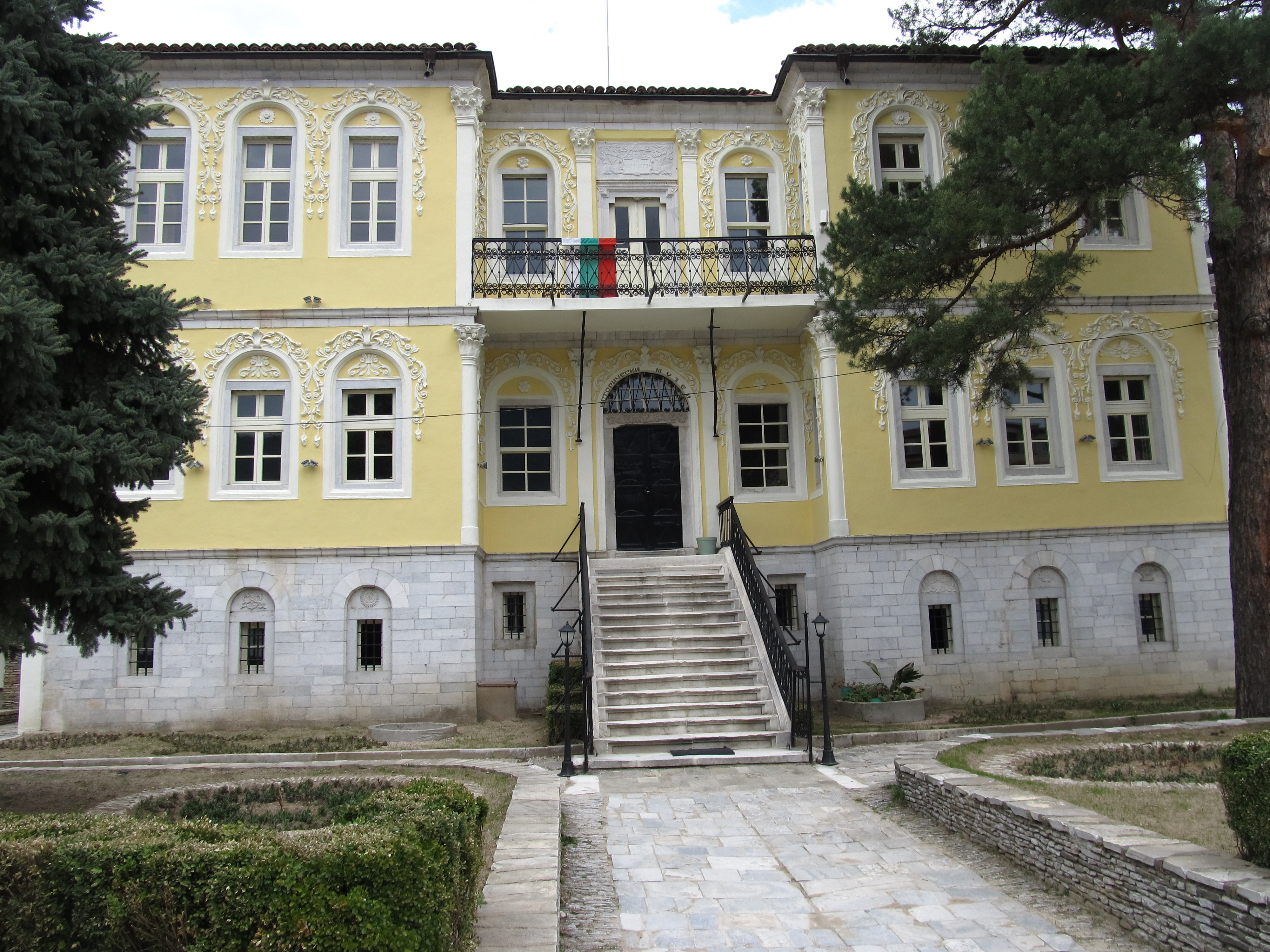
Міський музей історії